# Episodi di Dalle 9 alle 5, orario continuato (quinta stagione)
La quinta stagione della serie televisiva Dalle 9 alle 5, orario continuato è stata trasmessa in anteprima negli Stati Uniti d'America in syndication tra il 12 settembre 1987 e il 26 marzo 1988.
| nº | Titolo originale                   | Titolo italiano | Prima TV USA      | Prima TV Italia |
| -- | ---------------------------------- | --------------- | ----------------- | --------------- |
| 1  | Meet Mr. Felb                      |                 | 12 settembre 1987 |                 |
| 2  | Barkley's Beauties                 |                 | 19 settembre 1987 |                 |
| 3  | We're Gonna Be Rich                |                 | 26 settembre 1987 |                 |
| 4  | Love Is Having to Say You're Sorry |                 | 3 ottobre 1987    |                 |
| 5  | Doralee Buys the Farm              |                 | 10 ottobre 1987   |                 |
| 6  | Starting Over                      |                 | 17 ottobre 1987   |                 |
| 7  | Mother Bernly                      |                 | 24 ottobre 1987   |                 |
| 8  | One of the Girls                   |                 | 31 ottobre 1987   |                 |
| 9  | Morgan by Moonlight                |                 | 7 novembre 1987   |                 |
| 10 | The Poker Game                     |                 | 14 novembre 1987  |                 |
| 11 | Marsha's Short Story               |                 | 21 novembre 1987  |                 |
| 12 | It Happened One Night              |                 | 5 dicembre 1987   |                 |
| 13 | My Fair Marsha                     |                 | 12 dicembre 1987  |                 |
| 14 | Barkley Strikes Out                |                 | 19 dicembre 1987  |                 |
| 15 | James in Love                      |                 | 9 gennaio 1988    |                 |
| 16 | The Witches of Barkley             |                 | 16 gennaio 1988   |                 |
| 17 | Felb Slept Here                    |                 | 23 gennaio 1988   |                 |
| 18 | The Big Sleep                      |                 | 30 gennaio 1988   |                 |
| 19 | The Custody Fight                  |                 | 6 febbraio 1988   |                 |
| 20 | Strictly Personal                  |                 | 13 febbraio 1988  |                 |
| 21 | Play Fatal Attraction for Me       |                 | 20 febbraio 1988  |                 |
| 22 | Marsha's Lie                       |                 | 27 febbraio 1988  |                 |
| 23 | Felb's Big Secret                  |                 | 5 marzo 1988      |                 |
| 24 | Marsha Grows Up                    |                 | 12 marzo 1988     |                 |
| 25 | Rockabye Bernly                    |                 | 19 marzo 1988     |                 |
| 26 | Goodbye, Pops                      |                 | 26 marzo 1988     |                 |